# 真辺正躬
真辺 正躬（まなべ まさみ、生年不詳 - 1868年11月26日（明治元年10月13日））は、江戸時代後期の土佐藩士。幼名は熊十郎。通称は真辺十郎右衛門。

## 来歴

### 生い立ち
土佐藩士（馬廻格・600石）真辺正長（十郎右衛門）の四男として高知城下に生まれる。母は大塚正時（藤右衛門）の娘。
1810年3月5日（文化7年2月1日）、土佐藩主山内豊資に、義兄、真辺正久（真辺家・本家 第6代目）の養子に相成り、江戸代礼を以って御目見えを為し済まされる。

### 跡目相続以降
1815年1月1日（文化11年11月21日）、 亡養父真辺正久の跡目を無相違下し置かれる。
1817年12月13日（文化14年11月6日）、当分御火消方御用を以って、来3月末迄、御家中・町方とも火の用心廻り番を仰せ付けられる。
1821年5月5日（文政4年4月4日）、門前において寺村庄兵衛の家来、橋法楠五郎が生駒八郎へ対し法外の仕業に及び、殺害の心得を以って斬り付けたところを屋敷の内外に居あわせたが、趣殊に一度居宅へも踏り込んだ時の行動を、不行届・不心得の極みと咎められて、8月18日（旧暦7月21日）慎み仰せ付け置き処、8月22日（旧暦7月25日）前躰の通り、火の用心廻り番を仰せ付けられた。
1825年8月20日（文政8年7月7日）、大御扈従を仰せ付けられる。
1827年7月21日（文政10年閏6月28日）、この度、御趣向きを以って中大御扈従の場を差し止めに付き右役御免となり御馬廻を仰せ付けられた。
1831年10月22日（天保2年9月17日）、甲浦奉行を仰せ付けられる。
1832年1月28日（天保2年12月26日）、右役を差免れる。
1837年10月7日（天保8年9月8日）、免奉行を仰せ付けられる。
1838年6月27日（天保9年5月6日）、爾来の勤事そのままを以って当分、御郡奉行・御普請奉行を加役仰せ付けられる。
1838年9月9日（天保9年7月21日）、御郡奉行・御普請奉行・御使母衣附属の役得とも仰せ付けられ、但し、御趣向きを以って当分異国船打払い御用を兼帯仰せ付けられる。
1841年5月31日（天保12年4月11日）、先達って仰せの国内の檜材を公辺へ即買い上げの仰せを蒙り、右御用掛りを仰せ付け置き候処、御用掛り首尾よく相済ませたことにより御祝儀白銀3枚を成し置かれた。
1842年4月17日（天保13年3月7日）、御留守居組頭を仰せ付けられる。

### 御馬廻組頭に抜擢される
1843年12月19日（天保14年10月28日）、土佐藩主山内豊熈の時代、御馬廻組頭を仰せ付けられ役領知100石を下し置かれた。
1845年7月13日（弘化2年6月9日）、江戸への御使者を仰せ付けられて差立て、10月4日（旧暦9月4日）下着した。
1846年3月15日（弘化3年2月18日）、御馬廻組頭を差免れ役領知を除き、御馬廻仰せ付けられる。
1847年7月10日（弘化4年5月28日）、異国船御手当御用、外輪御柄頭仰せ付けられ、足軽知200石を下し置かれた。
1848年1月21日（弘化4年12月16日）、御馬廻組頭を仰せ付けられ役領知100石を下し置かれ、尤も爾来の足軽知は除かれる。
1849年12月29日（嘉永2年11月15日）、大御扈従組頭・御奏者番仰せ付けられ、役料知100石を下し置かれ尤も爾来の役領知は除かれる。
1849年12月31日（嘉永2年11月17日）、御馬廻支配を仰せ付けられる。
1850年7月19日（嘉永3年6月11日）、当役そのまま御附を以って江戸表へ差立て、同4年5月20日下着した。
1851年7月12日（嘉永4年6月14日）、御扈従組頭・御奏者番を差免れ役領知を除かれ、御馬廻を仰せ付けられる。
1852年9月13日（嘉永5年7月30日）、先達って江戸在勤中、不心得の儀の趣相聞、然るに御侍風俗の儀は兼々御示し仰せ付け置かれ、殊に其の節、組頭の身分に候得ば、厚く相心得置候の処、その儀なく件の次第を不心得の極み、御不快に思し召され、21日この度遠慮仰せ付け置き候。子細に付き屹度仰せ付けらる筈の処、今般、若殿様御弘め御祝儀に当たり思し召され前躰の通り差免れた。
1858年5月14日（安政5年4月2日）、御組頭の場を以って深尾丹波殿御組、御馬廻当分差し引き仰せ付け置き候処、御免仰せ付けられる。
1859年4月8日（安政6年3月6日）、惣領真辺正心（栄三郎）儀、御咎仰せ付け候、子細に付き慎み仰せ付け置き候処、前躰の通り差免れる。
1868年11月26日（明治元年10月13日）病死。墓は土佐の丹中山にある。

## 家族
- 祖父:真辺正崎（十太夫）
- 祖母：生駒正明（左織）の娘[1]
  - 父：真辺正長（十郎右衛門）
  - 母：大塚正時（藤右衛門）の娘
    - 本人：真辺正躬（十郎右衛門）
    - 妻：森勝武（冲右衛門）の妹
      - 婿養子：真辺正心（栄三郎）
      - 長女：真辺正心の妻
      - 養女：明神善秀の妻（実は島田弥一郎の娘[1]）

## 補註
1. 1 2 3 4 5 6 7 8 9 10 11 12 13 14  『御侍中先祖書系圖牒』旧山内侯爵家蔵
2. ↑  高知県高知市山手町の高知市歴史墓地公園にある。